# Météorologie à la télévision
La météorologie à la télévision se limite habituellement à la présentation de courts segments d'émissions, généralement appelés bulletins météo, sur les ondes des chaînes de télévision. On y donne les prévisions météorologiques à différentes échelles d'espace et de temps. Les présentateurs ou présentatrices sont des météorologues qualifiés ou, plus fréquemment, des animateurs (souvent appelés « Miss ou Monsieur Météo ») qui débutent dans le domaine télévisuel. La source des informations est, dans la plupart des cas, le service météorologique national, mais certaines stations, particulièrement aux États-Unis, ont leur propre équipe de prévision.
Ces bulletins sont de plus en plus en compétition avec les présentations des chaînes spécialisées de météorologie en continu. Ces dernières donnent non seulement les prévisions, mais présentent également des reportages sur différents sujets reliés au temps comme l'actualité météorologique, des explications de certains phénomènes (cyclone tropical, orage, etc.), des prévisions saisonnières, des chroniques sur les effets du temps sur la santé, les dernières découvertes, etc.

## Historique

### Diffusion aux États-Unis
Les États-Unis ont été le premier pays où des chaînes de télévision ont commencé en fin des années 1940 à diffuser des bulletins météo. À partir des bulletins du Weather Bureau (maintenant le National Weather Service), l'animateur d'une émission traçait en direct les dépressions, fronts et anticyclones, mentionnés dans la situation générale, et lisait la prévision. Ainsi, l'animateur d'une émission populaire du matin, le Today show de NBC, conversait en direct avec le météorologue du Bureau.
Le bulletin météorologique devenant très populaire, les réseaux nationaux de télévision engagèrent des météorologues professionnels pour se distinguer de leurs concurrents, mais au début des années 1960 commença l'ère des « Miss Météo ».
Ces dernières étaient vues par les dirigeants des stations comme plus plaisantes à regarder, et faisaient de la réclame pour les boutiques locales.
Savoir le temps qu'il fera le lendemain est très important pour la population aux États-Unis. En effet, les ouragans, les tempêtes de neige et les orages violents affectent grandement l'économie et la sécurité des gens. Les bulletins de météo sont très suivis, et les revenus publicitaires qu'ils rapportent ont incité les stations à engager des présentateurs crédibles et divertissants, diplômés en météorologie et en communicataion.
Les stations font grand cas de leur « précision », et ils représentent souvent leur employeur dans des événements publics. Les stations utilisent des programmes de présentation graphique spécialisés, et investissent même dans des équipements météorologiques, comme des radars météorologiques à courte portée.
En 1981, John Coleman, chef météorologiste d'une station de télévision de Chicago (poste WLS-TV) et plus tard du programme matinal national de ABC Good Morning America, proposa un projet de poste spécialisé en présentation météorologique à Frank Batten, le propriétaire d'un journal en Virginie. Ce dernier avait réalisé que plusieurs de ses lecteurs achetaient le journal pour la prévision météo, et il sauta sur l'idée. Après dix mois pour trouver le financement et mettre sur pied l'infrastructure, The Weather Channel' entra en onde le 2 mai 1982 à partir d'Atlanta (Géorgie). Ce fut le premier canal de télévision à diffuser les prévisions météorologiques 24 heures par jour. Malgré le scepticisme de plusieurs et quelques années difficiles, ce canal météo est devenu un classique de la télévision américaine.

### Diffusion au Canada
Le premier présentateur de ce pays fut Percy Saltzman, un météorologue de profession, qui a lancé les bulletins réguliers à Radio-Canada anglophone en 1952. Il s’est rendu célèbre en donnant les prévisions et en décrivant les dégâts de l’ouragan Hazel dans le sud de l’Ontario. Les bulletins télévisés de météo au Canada ont suivi un développement similaires à ceux des États-Unis. Cependant, il est moins courant de voir des météorologues à l'écran et les réseaux investissent peu dans de l'équipement météorologique. Il existe également une différence marquée entre la philosophie de présentation : les régions anglophones suivant plus souvent une présentation formelle tandis que les émissions québécoises francophones traitent le sujet comme un divertissement. L'exception à la règle étant Jacques Lebrun à Télé-Métropole durant les années 1970-80 et la présentation à Radio-Canada, ainsi qu'à RDI, qui sont plus axés sur la description des phénomènes que sur la simple présentation.
En 1987, une tornade d'intensité F4 frappa Edmonton, Alberta,. Bien que le centre de prévision local du Service météorologique du Canada (SMC) ait envoyé des alertes météorologiques aux populations à temps, un manque de coordination dans les médias a retardé leur diffusion. Une commission d'enquête fut créée pour étudier ce cas et recommanda, entre autres, la mise sur pied d'un réseau consacré à l'information météorologique. C'est ainsi que MétéoMédia/The Weather Network, un canal de nouvelles météorologiques en continu entre en ondes le 1er septembre 1988.

### Diffusion en France

Logo du bulletin météo de TF1 de 2006 à 2013.

La première diffusion d'un bulletin météorologique à la télévision française remonte au 17 décembre 1946, et avait été présenté par Paul Douchy dans l'émission du Téléjournal,. Les prévisionnistes de la Météorologie nationale (devenue depuis Météo-France) commentaient en direct, une fois par semaine, une carte météorologique du temps prévu pour le lendemain à l'antenne de la RTF. En février 1958, la France devient un des premiers pays à diffuser à la télévision un bulletin météo quotidien, après les États-Unis, le Canada et la Grande-Bretagne (BBC débuta en octobre 1954),.
Les prévisions sont alors devenues de plus en plus fiables au fil des années, et les chaînes lancent les bulletins météos d'abord en dehors des journaux télévisés, puis durant les années 1980, intégrés à ceux-ci,. À la fin des années 1980, les bulletins météo commencent à se doter d'images satellite, permettant au téléspectateur de se représenter ce qui se passe à grande échelle. En 1996, la période de prévision est étendue à cinq jours et les infographies animées sont introduites par la suite.
À la suite du succès des chaînes de météo en continu en Amérique, La Chaîne Météo est lancée le premier jour de l'été 1995 par Jacques-Philippe Broux. En juin 2006, Météo consult rachète le réseau au Groupe Lagardère afin de compléter l'étendue de son offre, devenant ainsi le seul acteur opérant dans le secteur de la météorologie en Europe à maîtriser l'ensemble des canaux de diffusion de ses informations : téléphone, Internet, SMS, télécopieur et télévision. Le 2 octobre 2008, le groupe Le Figaro rachète La Chaîne Météo et la société Météo consult.

## Techniques de présentation
Les techniques de présentation ont grandement varié depuis les débuts de la télévision. Les premiers bulletins étaient surtout une lecture de la prévision accompagnée par des cartes et graphiques tracés sur tableau noir. Graduellement, des cartes standard avec des icônes pour décrire le temps ont été adoptées un peu partout. Dans les années 1960, les radars et les satellites météorologiques sont apparus et leurs images ont été intégrées aux bulletins météo en images fixes.
Mais c'est le développement de la vidéo et des ordinateurs qui a permis de créer des présentations interactives. Entre autres, l'incrustation, faite à la volée, permet au présentateur de faire sa description du temps devant un écran monochromatique bleu ou vert, et la section technique ajoute les cartes au montage. Celles-ci peuvent être des boucles d'animation d'images satellitaires, radars ou de détection de foudre, des simulations de l’évolution prévue des nuages, des champs de pression, des zones de pluie ou de neige, etc. Ils peuvent même intercaler des vidéos d'un événement météorologique qui fait la manchette ou tout autre graphique intéressant. Des sociétés en informatique se spécialisent même dans la production d'infographie pour la météorologie et y intègrent des analyses habituellement réservées aux météorologues professionnels comme l'analyse des orages tornadiques et des cyclones tropicaux.
Des contenus adaptés à plusieurs clientèles sont également offerts. Ainsi de 2008 à 2013 en France, La Météo de Gulli était un programme pour enfants d'environ 3 minutes par épisode mettant en scène Toobo, un bonobo en 3D, qui présentait les prévisions météorologiques après une courte introduction à propos d'un thème concernant l'environnement et l'écologie.

### Noms médiatiques de phénomènes météorologiques
Les présentateurs utilisent des noms imagés pour certains phénomènes météorologiques, et l'on entend parler :
- du « Pineapple Express », pour la rivière atmosphérique conduisant les dépressions entre Hawaï et la côte ouest de l'Amérique du Nord[13] ;
- du « Rhum Express », pour un flux de dépression entre les Antilles et la France[14] ;
- du « Moscou-Paris », pour une vague de froid venant de la Russie vers la France[15] ;
- de « bombe cyclonique », pour  un cyclone extratropical à développement extrêmement rapide, soit une baisse de la pression centrale de 24 hPa ou plus en 24 heures[16].

## Audiences/Cotes d'écoute
Les bulletins météo recueillent globalement de très bons scores d'audimat grâce à leur horaire de programmation, avant et après les journaux télévisés, et grâce au large public qu'ils intéressent. Leur faible durée, quelques minutes, est aussi un des facteurs de leur succès.
D'un autre côté, les émissions des canaux spécialisés en météorologie, qui répètent régulièrement la prévision, permettent à l'auditeur de s'informer quand bon lui semble. Les chroniques sur des sujets connexes suscitent également l'intérêt.

### Audiences en France
En 1993, un sondage de l'Institut national de l'audiovisuel de France révèle que 76 % des personnes interrogées regardaient des bulletins météo au moins trois à quatre fois par semaine.
En 2008, les bulletins météo de France 2 recueillaient une moyenne de 2,5 millions de téléspectateurs après le journal de 13 heures et 4,3 millions après le journal de 20 heures. Du côté de TF1, la météo est vue par environ 7 millions de personnes, soit un peu plus de 31 % de parts d'audience.

## Présentateurs
Un présentateur météo est une personne qui présente quotidiennement les prévisions météorologiques à la radio, à la télévision ou sur Internet. À l'aide de divers outils, tels que des cartes météorologiques projetées, ils informent le public des conditions météorologiques actuelles et futures, expliquent les raisons de cette évolution et communiquent au public les aléas météorologiques et les avertissements émis pour leur région, leur pays ou de plus vastes zones. Il n’existe aucune qualification de base pour devenir présentateur météo. Selon les pays et les médias, cela peut aller d’une initiation à la météorologie pour un animateur de télévision à un diplôme en météorologie d’une université reconnue. Donc, il ne faut pas confondre avec le météorologue, titulaire d'un diplôme en météorologie.
En Amérique du Nord, l'American Meteorological Society et la Société canadienne de météorologie et d'océanographie ont un programme de certification des présentateurs en météo, quel que soit le média (journaux, radio, télévision, etc.),. Du côté américain, un diplôme en météorologie est nécessaire et un comité évalue leurs compétences et expériences avant de donner l'accréditation. Du côté canadien, le diplôme peut être remplacé par une expérience et des connaissances acquises au travail. Cette certification donne une certaine autorité auprès du public mais n'est pas obligatoire pour devenir présentateur.
Depuis 1991, le Forum International de la Météo se tient annuellement à Paris. Fondé à l'origine par François Fandeux, un journaliste, et soutenu par André Santini, il est depuis 2004 organisé en toute indépendance politique par la Société météorologique de France. Cet événement a pour but de réunir, chaque année dans un colloque, les spécialistes mondiaux de la météo et du climat et les journalistes-présentateurs météo du monde entier afin de débattre de la situation climatique de la planète et des moyens de mieux en informer le public.
Les présentateurs en météorologie sont souvent appelés familièrement « Miss ou Monsieur Météo », initialement pseudonyme du météorologue belge Jules Metz, qui a été présentateur de la météo de 1967 à 1991.
(Voir une liste non exhaustive à Catégorie:Présentateur en météorologie)

## Dans la culture populaire
Plusieurs anecdotes circulent sur le travail des présentateurs de météo et ils sont souvent la cible de blagues. On retrouve même quelques films et séries télévisées qui ont un personnage de cette profession, parmi lesquels :

### Cinéma
- Un jour sans fin (Groundhog Day), film américain de Harold Ramis sorti en 1993, avec Bill Murray et Andie MacDowell.
- Prête à tout, film américain de Gus Van Sant sorti en 1995, avec Nicole Kidman.
- Le Bleu des villes, film français de Stéphane Brizé (1999), avec Mathilde Seigner (personnage de Mylène).
- The Weather Man, film américain de Gore Verbinski sorti en 2005, avec Nicolas Cage dans le rôle-titre, celui du présentateur météo David Spritz.
- Weather Girl, comédie américaine de Blayne Weaver (en) (2008).
- La Fille de Monaco, film français d'Anne Fontaine sorti en 2008, avec Louise Bourgoin (personnage d'Audrey Varella).

### Télévision
- Jamais deux sans toi...t, série télévisée française avec Emma Colberti (personnage de Valentine Léger).
- Miss Météo, téléfilm et série québécois avec Anne-Marie Cadieux.

## Articles et catégories connexes
- Prévision météorologique
- Catégorie « Présentateur météo à la radio »